# Luc Borrelli
Luc Borrelli (2 de julho de 1965 - 3 de fevereiro de 1999) foi um futebolista francês.
Borrelli, nascido em Marselha, começou sua carreira nas categorias de base do ASPTT Marselha. Em 1986 mudou-se para Toulon, onde se profissionalizou e jogou quase 143 vezes pelo clube homônimo. Em 1993 se juntou ao Paris Saint-Germain, mas jogou apenas quatro vezes em duas temporadas, deixando-o pelo Caen em 1995, jogando 89 partidas pela equipe.
Em 1998, juntou-se ao Lyon, mas não chegou a disputar nenhum jogo oficial. Morreu em um acidente rodoviário em fevereiro de 1999, aos 33 anos. O Lyon posteriormente aposentou a camisa número 16 em sua honra, e o Caen nomeou uma arquibancada inteira em sua homenagem, assim como o Sporting Toulon Var, que repetiu o ato em 1999.